# Tribe After Tribe
Tribe After Tribe est un groupe de rock alternatif sud-africain originaire de Johannesbourg fondé par le chanteur et guitariste Robbi Robb en 1984. Peu après la sortie du premier album le groupe se relocalise à Los Angeles. La musique du groupe mêle rock, metal, grunge, funk et world music et fut un moyen pour le leader du groupe de dénoncer l'Apartheid pratiqué dans son pays natal jusqu'en 1991. 

## Biographie
En 1980 le chanteur et guitariste Robbi Robb fonde le groupe Asylum Kids à Johannesbourg. Après un album en 1982, le groupe se sépare et Robb fonde Tribe After Tribe en 1984.
En 1985 Le groupe sort, dans son pays seulement, un album influencé par la new wave et intitulé Power. L'album sera plus tard publié dans le reste du monde par EMI. Robbi Robb décide, en partie en raison de son désaccord avec la politique ségrégationniste de son pays, de quitter Johannesbourg pour Los Angeles. Il est depuis le seul membre permanent du groupe. En 1991 sort un album éponyme sur lequel le groupe mélange rock alternatif et sonorités empruntées à la musique traditionnelle africaine. L'album Love Under Will est publié deux ans plus tard. Le groupe en fait la promotion en Europe durant l'été 93 en ouvrant sur la tournée de Pearl Jam.
En 1996, Robbie Robb sort le premier album de  Three Fish, un projet musical auquel appartiennent aussi le bassiste de Pearl Jam Jeff Ament et le batteur Richard Stuverud. L'année suivante Tribe After Tribe sort Pearls Before Swine sur lequel apparaissent Jeff Ament, Joey Vera (Armored Saint, Fates Warning) et Doug Pinnick (King's X). L'album suivant, Enchanted Entrance, sort en 2002. En 2003 le groupe joue au Rock Hard Festival mais doit trois ans plus tard annuler une tournée d'été et sa participation au Wacken Open Air. Un nouvel album intitulé M.O.A.B. sort en 2008.

## Membres

### Membres actuels
- Robbi Robb - chant, guitare (depuis 1984)
- Billy Tsounis - guitare
- Eric Ryan - guitare
- Craig Else - guitare
- Mike Hansen - batterie, percussions
- Joey Vera (Armored Saint, Fates Warning, Anthrax) - basse[5]

### Anciens membres
- Bruce Williams - claviers
- Fuzzy Marcus - basse
- Robby Whitelaw - basse
- Doug Pinnick (King's X) - basse
- Jeff Ament (Pearl Jam) - basse
- Reynold Carlson (Jag Panzer) - batterie
- Chris Frazier - batterie
- Barry Schneider - batterie
- Richard Stuverud - batterie

## Discographie

### Albums studio
- 1985 : Power
- 1991 : Tribe After Tribe
- 1993 : Love Under Will
- 1997 : Pearls Before Swine
- 2002 : Enchanted Entrance
- 2008 : M.O.A.B.

### Album live
- 2009 : Burg Herzberg Festival